# 华山马鞍树
华山马鞍树（学名：Maackia hwashanensis），为豆科马鞍树属下的一个种。

## 扩展阅读
維基物種上的相關：华山马鞍树